# ザ・ファイター (2010年の映画)
『ザ・ファイター』（原題：The Fighter）は、デヴィッド・O・ラッセル監督、マーク・ウォールバーグ製作・主演による2010年のアメリカ映画で、プロボクサーのミッキー・ウォードとディッキー・エクランドを描いた伝記・スポーツ映画である。ラッセル監督とウォールバーグのコンビは『スリー・キングス』、『ハッカビーズ』に続いて3度目である。第83回アカデミー賞で助演男優賞（クリスチャン・ベール）、助演女優賞（メリッサ・レオ）の2部門を受賞した。

## あらすじ
1993年、マサチューセッツ州ローウェル。新人プロ・ボクサーのミッキーは勝ち星も少なく、道路工事で日銭を稼ぐ日々だった。トレーナーは父親違いの兄ディッキーで、母親がマネージャーという密な家庭環境で、一家はどこに行くのも一緒だった。ディッキーは以前は有望なボクサーだったが、今は麻薬に溺れ、犯罪歴も多いホラ吹きだった。そんな兄弟を密着取材に来るケーブルテレビの撮影班。有頂天になったディッキーは、自分の復帰戦の映画撮影だと町の人々に吹聴した。
ファイトマネー欲しさに、ミッキーに過酷な試合を強いる母親とディッキー。ミッキーと相思相愛になったシャーリーンは、兄に支配されたミッキーの生き方を批判した。大手ジムから好条件で招かれ、一人で移籍したいと家族に話すミッキー。ディッキーは大手ジムの給料分の金でミッキーを引き止めようと強盗を働き、警官隊と乱闘になった。駆け付けて巻き込まれ、右の拳を骨折するミッキー。
刑務所に入り、囚人たちと共にテレビで自分の密着番組を観るディッキー。それは「薬物汚染」のドキュメントで、ディッキーは身を滅ぼした中毒患者の実例でしかなかった。さすがにショックを受け、我が身の現実を思い知るディッキー。
一度は引退を考えたものの、ミッキーは別のトレーナーの元で復帰した。だが、新しい戦法では勝てず、兄が正しかったことを今更ながらに痛感するミッキー。やがて出所したディッキーは弟の元へ戻り、団結した兄弟は、遂にウェルター級チャンピオンに輝くのだった。

## キャスト
※括弧内は日本語吹替
- ミッキー・ウォード - マーク・ウォールバーグ（森川智之）

ディッキーとは違いボクサーとしては大成していない。複雑な家庭環境で辟易している。
- ディッキー・エクランド（英語版） - クリスチャン・ベール（山路和弘）

ミッキーの異父兄。12歳の頃にボクシングを始めたが、年齢と名前をごまかしていた。シュガー・レイ・レナードからダウンを奪ったこともあり、当人も自慢している。「ローベルの誇り」と言われるほど、地域の期待を一身に背負い、才気溢れるボクサーだが、短気で怠惰な性格から破綻した毎日を送っている。そしてドラッグに手を出してしまう。落ちぶれてしまったものの、身内に対する愛情は失っておらず、弟のことも今でも気にかけている。
- シャーリーン・フレミング - エイミー・アダムス（大原さやか）

バーで働く女性。ミッキーと仲良くなる。
- アリス・ウォード - メリッサ・レオ（増子倭文江）

ミッキーとディッキーの母。ミッキーのマネージャーも務める。
- 本人役 - ミッキー・オキーフ（小島敏彦）
- ジョージ・ウォード - ジャック・マクギー（英語版）（田口昂）

ミッキーの父。
- “リトル・アリス”・エクランド - メリッサ・マクミーキン（羽飼まり）
- キャシー・“ポーク”・エクランド - ビアンカ・ハンター（英語版）
- シンディ・“タール”・エクランド - エリカ・マクダーモット（英語版）
- ドナ・エクランド・ジョインズ - ジル・クイッグ
- ゲイル・“レッドドッグ”・エクランド - デンドリー・テイラー（平野夏那子）
- フィリス・“ビーヴァー”・エクランド - ケイト・B・オブライエン
- シェリー・ウォード - ジェナ・ラミア（英語版）
- サル・ラナノ - フランク・レンズーリ（英語版）

タクシー会社の社長。
- ゲイリー・“ブー・ブー”・ギウフリダ - ポール・キャンベル
- ケイシー・ウォード - ケイトリン・ドワイヤー
- カレン - シャンティ・ソク (横川明代)
- ルウ・ゴールド - テッド・アーチディ（英語版）
- マイク・トマ - ロス・ビッケル（勝部演之）

ジムの経営者。ミッキーをジムにスカウトする。
- 本人役 - シュガー・レイ・レナード
- リトル・ディッキー - ジャクソン・ニコル（英語版）
- ファイトアナウンサー - マイケル・バッファー

その他日本語吹替
丸山壮史、竹本英史、伊丸岡篤、水野ゆふ、榊原奈緒子、中司ゆう花、牛田裕子、町田政則、坂本くんぺい、菊本平、佐々木啓夫、牛山裕樹、西尾将、國分和人

## 製作
2003年7月にスカウト・プロダクションズが映画化権を手に入れた。ポール・タマシーとエリック・ジョンソンが脚本執筆の為に雇われ、ルイス・コーリックによって書き直された。2005年前半にマーク・ウォールバーグが製作に参加し、「非現実的な格闘シーンにはしたくない」と語った。2007年2月、アメリカの配給のパラマウント映画は、兄弟愛と救済のテーマを強調する目的でコリックの草稿を書き直すためにポール・アタナシオを雇った。ウォルバーグは2007年6月にマサチューセッツ州での製作開始を望み、マーティン・スコセッシに監督させるために脚本を読ませたが、断られてしまった。2007年3月にダーレン・アロノフスキーが監督として雇われ、9月にはスコット・シルヴァーがリライトの為に雇われた。
撮影は2008年10月開始が予定されていた。
当初、ディッキーはマット・デイモンが演じる予定だったがスケジュールの都合で降板し、次の候補となったブラッド・ピットもまた『イングロリアス・バスターズ』への出演を理由に降板。最終的にクリスチャン・ベールが務めることとなった。また、アロノフスキーは『ロボコップ』のリメイクに取り掛かるために監督を降板した。ウォルバーグとベールはアロノフスキーの代わりにデヴィッド・O・ラッセルを選んだ。アロノフスキーは製作総指揮として本作に係わり続けることとなった。2009年4月、レラティビティ・メディアが出資に名乗りを上げ、翌月にはワインスタイン・カンパニーが国際配給権を購入した。2009年7月13日より、33日間の予定、1100万ドルの予算の下で主要撮影を開始した。
撮影はマサチューセッツ州ローウェルで行われた。ボクシングの試合のシーンはツォンガス・センターなどで撮影された。マーク・ウォールバーグは役作りの為にトレーナーを雇い、その結果この映画の出演料よりも50万ドル多くのギャラを彼らに支払った。

## 実話の映画化
- 映画のクライマックスとして描かれたライトウェルター級王座戦のWBU（世界ボクシング連合）はプロボクシングの世界では認知度の低いマイナー団体であり、WBUの王座になったところで誰もミッキーには注目していなかった。ミッキーのボクシング人生が真に輝くのは、その後、"稲妻"の異名を持つアルツロ・ガッティと繰り広げた死闘である。[19]

## 評価

### 批評
Rotten Tomatoesでの評論家の支持率は89%（163名中145名）で、平均点は10点満点で7.9点である。Metacriticでは39のレビュー中肯定的なものが33で、平均点は100点満点で78点だった。『スポーツ・イラストレイテッド』は、過去10年間で最高のスポーツ映画と評した。

### 興行成績
2010年12月10日に北米4館で限定公開され、初週末3日間で30万0010ドルを稼いだ。

### 受賞歴
| 賞                               | 賞                       | 賞                                                                                 | 賞         |
| 授賞式                           | 部門                     | 候補者名                                                                           | 結果       |
| -------------------------------- | ------------------------ | ---------------------------------------------------------------------------------- | ---------- |
| アカデミー賞                     | 作品賞                   |                                                                                    | ノミネート |
| アカデミー賞                     | 監督賞                   | デヴィッド・O・ラッセル                                                            | ノミネート |
| アカデミー賞                     | 助演男優賞               | クリスチャン・ベール                                                               | 受賞       |
| アカデミー賞                     | 助演女優賞               | エイミー・アダムス                                                                 | ノミネート |
| アカデミー賞                     | 助演女優賞               | メリッサ・レオ                                                                     | 受賞       |
| アカデミー賞                     | 脚本賞                   | スコット・シルヴァー、ポール・タマシー、エリック・ジョンソン、キース・ドリングトン | ノミネート |
| アカデミー賞                     | 編集賞                   | パメラ・マーティン                                                                 | ノミネート |
| 英国アカデミー賞                 | 助演男優賞               | クリスチャン・ベール                                                               | ノミネート |
| 英国アカデミー賞                 | 助演女優賞               | メリッサ・レオ                                                                     | ノミネート |
| 英国アカデミー賞                 | オリジナル脚本賞         | スコット・シルヴァー、ポール・タマシー、エリック・ジョンソン                       | ノミネート |
| クリティクス・チョイス・アワード | 作品賞                   |                                                                                    | ノミネート |
| クリティクス・チョイス・アワード | 助演男優賞               | クリスチャン・ベール                                                               | 受賞       |
| クリティクス・チョイス・アワード | 助演女優賞               | エイミー・アダムス                                                                 | ノミネート |
| クリティクス・チョイス・アワード | 助演女優賞               | メリッサ・レオ                                                                     | 受賞       |
| クリティクス・チョイス・アワード | アンサンブル演技賞       |                                                                                    | 受賞       |
| クリティクス・チョイス・アワード | オリジナル脚本賞         | スコット・シルヴァー、ポール・タマシー、エリック・ジョンソン                       | ノミネート |
| 全米監督協会賞                   | 長編映画監督賞           | デヴィッド・O・ラッセル                                                            | ノミネート |
| ゴールデングローブ賞             | 作品賞（ドラマ部門）     |                                                                                    | ノミネート |
| ゴールデングローブ賞             | 監督賞                   | デヴィッド・O・ラッセル                                                            | ノミネート |
| ゴールデングローブ賞             | 主演男優賞（ドラマ部門） | マーク・ウォールバーグ                                                             | ノミネート |
| ゴールデングローブ賞             | 助演男優賞               | クリスチャン・ベール                                                               | 受賞       |
| ゴールデングローブ賞             | 助演女優賞               | エイミー・アダムス                                                                 | ノミネート |
| ゴールデングローブ賞             | 助演女優賞               | メリッサ・レオ                                                                     | 受賞       |
| 全米映画俳優組合賞               | キャスト演技賞           |                                                                                    | ノミネート |
| 全米映画俳優組合賞               | 助演男優賞               | クリスチャン・ベール                                                               | 受賞       |
| 全米映画俳優組合賞               | 助演女優賞               | エイミー・アダムス                                                                 | ノミネート |
| 全米映画俳優組合賞               | 助演女優賞               | メリッサ・レオ                                                                     | 受賞       |